# Karl Eduard von Liphart
Le baron Karl Eduard von Liphart, né le 16 mai 1808 à Kambja, kreis de Dorpat, Gouvernement de Livonie, Empire russe et mort le 15 février 1891 à Florence, Royaume d'Italie, est un collectionneur, expert et historien estonien de l'art,.

## Biographie
Karl Eduard von Liphart fait partie de la riche famille von Liphart possédant une collection d'oeuvres d'art dans son manoir de Raadi.
En 1853 il fonde la société estonienne des naturalistes dont il devient le premier président.
En 1862 il s'installe à Florence en raison de l'état de santé de son fils Ernst Friedrich. C'est là qu'il approfondit son expertise et constitue une collection de tableaux avec le soutien de la grande-duchesse Marie Nikolaïevna qui lui offre le bas-relief de Saint-Jérôme de Desiderio da Settignano (aujourd'hui à la National Gallery of Art).
Liphart devient un expert reconnu de l'histoire de l'art. En 1867, suivant une théorie avancée par Gustav Waagen, il affirme qu'une peinture de l'Annonciation récemment arrivée à la Galerie des Offices était de Léonard de Vinci. En 1871, il découvrit qu'un autre tableau des Offices était l'œuvre d'Hercules Seghers, un artiste du XVIIe siècle. Ce sont Liphart et son ami, le directeur des musées d'État de Berlin, Wilhelm von Bode, qui établirent chacun de leur côté que cet artiste était plus qu'un simple graveur.
Liphart écrit de nombreuses notes historiques.
Après sa mort les estampes et gravures de sa collection vont au manoir de Raadi. Elles sont attribuées au musée d'Art de l'université de Tartu dans les années 1920.